# Jane Asher
Pour les articles homonymes, voir Asher (homonymie).
Ne doit pas être confondu avec Jane Asher (natation).
Jane Asher, née le 5 avril 1946, est une actrice britannique. Célèbre au Royaume-Uni pour sa carrière télévisuelle, elle est également connue pour avoir été la compagne de Paul McCartney de 1963 à 1968, au plus fort de la Beatlemania.

## Biographie
Jane Asher est la deuxième des trois enfants du médecin endocrinologue et hématologue Richard Asher (1912-1969) et de son épouse, l'aristocrate Margaret Eliot (en) (1914-2011), une musicienne et professeur de hautbois, issue de la famille des comtes de St Germans (en). Jane Asher est également la sœur du guitariste et producteur de disques Peter Asher. 
Elle fait ses études à Londres au Queen's College sur Harley Street. Elle tourne son premier film, Mandy, à l'âge de cinq ans, aux côtés de Mandy Miller. En 1960, elle interprète Wendy Darling dans une version de Peter Pan, puis joue l'année suivante dans Greengage Summer de Lewis Gilbert.
En 1963, elle devient la petite amie de Paul McCartney, le bassiste des Beatles. Elle lui inspire le sujet d'un certain nombre de chansons, comme Things We Said Today, We Can Work It Out, I'm Looking Through You, Here, There and Everywhere ou For No One. McCartney s'installe dans la maison de la famille des Asher sur Wimpole Street au centre de Londres et y reste pendant trois ans. Il y compose notamment Yesterday.
Ils avaient pour projet de se fiancer, mais Asher rompt les fiançailles et se sépare de lui en 1968. Elle est depuis 1981 l'épouse du dessinateur et caricaturiste Gerald Scarfe.

## Filmographie

### Cinéma
- 1952 : La Merveilleuse Histoire de Mandy (Mandy) de Alexander Mackendrick : Nina
- 1954 : Adventure in the Hopfields de John Guillermin : L'enfant McBain (non-créditée)
- 1954 : Le Démon de la danse (Dance, Little Lady) de Val Guest : Le premier enfant (pas créditée)
- 1954 : Third Party Risk de Daniel Birt : La fille
- 1955 : Le Monstre (The Quatermass Xperiment) de Val Guest : Petite fille (non-créditée)
- 1956 : Charley Moon de Guy Hamilton : Benesta
- 1961 : Un si bel été (Greengage Summer) de Lewis Gilbert : Hester
- 1962 : The Prince and the Pauper de Don Chaffey
- 1963 : L'Étrange Mort de Miss Gray (Girl in the Headlines) de Michael Truman : Lindy Birkett
- 1964 : Le Masque de la Mort Rouge de Roger Corman : Francesca
- 1966 : Alfie le dragueur de Lewis Gilbert : Annie
- 1968 : The Winter's Tale de Frank Dunlop : Perdita
- 1970 : The Buttercup Chain de Robert Ellis Miller : Margaret
- 1971 : Deep End de Jerzy Skolimowski : Susan
- 1972 : Henry VIII and His Six Wives de Waris Hussein : Jeanne Seymour
- 1981 : Der Prinz und der Bettelknabe : Lady Jane
- 1983 : Runners de Charles Sturridge : Helen
- 1984 : Le Succès à tout prix (Success Is the Best Revenge) de Jerzy Skolimowski : La Manager de la banque
- 1985 : Dreamchild de Gavin Millar : Mme Liddel
- 1988 : Paris by Night de David Hare : Pauline
- 1993 : Closing Numbers : Anna
- 2006 : Tirant le Blanc de Vicente Aranda : L'Impératrice
- 2007 : Joyeuses Funérailles de Frank Oz : Sandra
- 2013 : Mariage à l'anglaise (I Give it a year) de Dan Mazer : Diana

### Télévision
- 1962 : Le Monde merveilleux de Disney : Lady Jane Grey (trois épisodes)
- 1962 : Dixon of Dock Green : Joan Lane
- 1963-1964 : Le Saint : Ellen Chase (saison 2, épisode 22) / : Rose Yearley  (saison 2, épisode 17)
- 1972-1973 : BBC Play of the Month : Thea Elvsted / Melinda (deux épisodes)
- 1973 : L'Aventurier : Sarah Cookson
- 1973 : Wessex Tales : Lucy Saville
- 2004 : Miss Marple : Mme Lester (saison 1, épisode 2)
- 2007 à la télévision-2010 : Holby City : Lady Byrne (vingt-trois épisodes)
- 2007 : The Palace : la reine mère d'Angleterre Charlotte
- 2010 à la télévision  : Hercule Poirot : Lady Mary (épisode Drame en trois actes)
- 2011 : Waterloo Road : Margaret Harker
- 2012 : Dancing on the Edge